# Maria Severa Onofriana

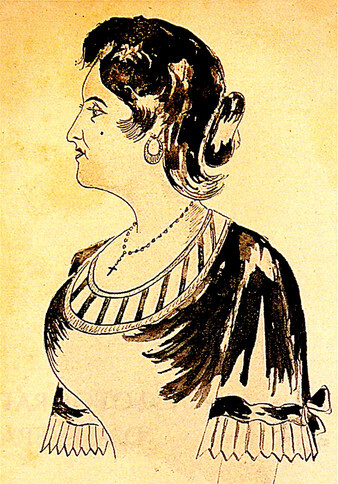
Maria Severa

Maria Severa Onofriana (ur. 26 lipca 1820 w Ajos, zm. 30 listopada 1846) – legendarna portugalska śpiewaczka fado, kochanka 13. hrabiego Vimioso – Francisco de Paula Portugal e Castro. Bohaterka licznych pieśni, a także dzieł literackich (m.in. sztuki Júlio Dantasa) i filmowych (w tym pierwszego portugalskiego filmu dźwiękowego A Severa). Uznawana za prekursorkę zwyczaju noszenia przez śpiewaczki fado czarnego szala podczas występów.
Biografia Marii Severy obrosła w liczne anegdoty i legendy, nie wiadomo ile z nich jest prawdą. Ojcem śpiewaczki był Severo Manuel de Sousa, matką Ana Gertrudes, nazywana Barbuda, właścicielka tawerny na Rua de Madragora w Lizbonie. Prawdopodobnie od 12 roku życia Maria Severa zajmowała się prostytucją. Jako śpiewaczka fado występowała w tawernie Rosária dos Óculos na ulicy Rua do Capelão w dzielnicy Mouraria. Tam też miał uwieść ją hrabia Vimioso, który następnie, zazdrosny o kochankę, miał przetrzymywać ją w swoim domu na Rua do Bonformoso; Maria Severa uciekła jednak z siedziby kochanka przez okno.
Romans prostytutki z hrabią i związany z tym skandal obyczajowy przyczynił się do spopularyzowania fado.
Maria Severa zmarła w wieku 26 lat; przyczyną śmierci było zakrztuszenie się podczas posiłku.